# Schistocerca bivittata
Schistocerca bivittata är en insektsart som först beskrevs av Carl Stål 1873.  Schistocerca bivittata ingår i släktet Schistocerca och familjen gräshoppor. Inga underarter finns listade i Catalogue of Life.